# Zanobi de' Medici
Zanobi Medici (Firenze, ... – Firenze, 17 ottobre 1637) è stato un vescovo cattolico italiano.

## Biografia
Nato a Firenze, figlio di Paolo del ramo Bonino di Filippo della famiglia Medici, da bambino entra nell'Ordine dei frati predicatori nel convento cittadino di San Marco.

### Vescovo di Sansepolcro
Il 20 novembre 1634 è eletto vescovo di Sansepolcro da papa Urbano VIII e il 5 gennaio 1635 prende possesso della diocesi tramite il fratello don Orazio Medici, canonico della cattedrale di Firenze. Nello stesso giorno elegge don Alessandro Rigi, canonico della cattedrale di Sansepolcro, suo vicario generale. Entra solennemente in città il 13 febbraio seguente.
Il 17 aprile 1635 inizia la visita pastorale alla diocesi e il 20 aprile 1636 indice il sinodo diocesano, che si tiene il 17 giugno.
Ritiratosi per motivi di salute nel convento domenicano di San Marco in Firenze, vi muore il 17 ottobre 1637.
Così Ercole Agnoletti descrive il vescovo Medici: 
Sentendosi vicino alla fine, ricordò il Convento di S. Marco donde era partito per la grande battaglia della vita, e desiderò ivi riposare per sempre»